# Землянский, Владимир Васильевич
Владимир Васильевич Землянский (1906—1942) — майор Рабоче-крестьянской Красной Армии, участник Великой Отечественной войны, Герой Советского Союза (1942).

## Биография
Владимир Землянский родился 21 ноября 1906 года в Москве. Окончил рабфак, после чего работал на заводе. В 1926 году Землянский был призван на службу в Рабоче-крестьянскую Красную Армию. В 1927 году он окончил Ленинградскую военно-теоретическую школу пилотов, в 1928 году — Качинскую военную авиационную школу лётчиков, в 1933 году — курсы усовершенствования командного состава. Служил лётчиком-инструктором в Тамбовском военном авиационном училище лётчиков. С декабря 1941 года — на фронтах Великой Отечественной войны. Принимал участие в боях на Юго-Западном и Сталинградском фронтах, командовал 622-м штурмовым авиаполком 228-й штурмовой авиадивизии 8-й воздушной армии.
За время своего участия в боевых действиях Землянский совершил 45 боевых вылетов, нанеся противнику большие потери в боевой технике и живой силе. 7 августа 1942 года, когда немецкие танки прорвались к окраине Сталинграда, Землянский производил их штурмовку. В районе Яблоновой балки его самолёт был подбит, и тогда Землянский направил горящую машину на скопление немецкой боевой техники, погибнув при взрыве.
Указом Президиума Верховного Совета СССР «О присвоении звания Героя Советского Союза начальствующему и рядовому составу Красной Армии» от 5 ноября 1942 года за «образцовое выполнение боевых заданий командования на фронте борьбы с немецкими захватчиками и проявленные при этом отвагу и геройство» майор Владимир Землянский посмертно был удостоен высокого звания Героя Советского Союза. Также был награждён орденами Ленина и Красного Знамени, рядом медалей.

## Память

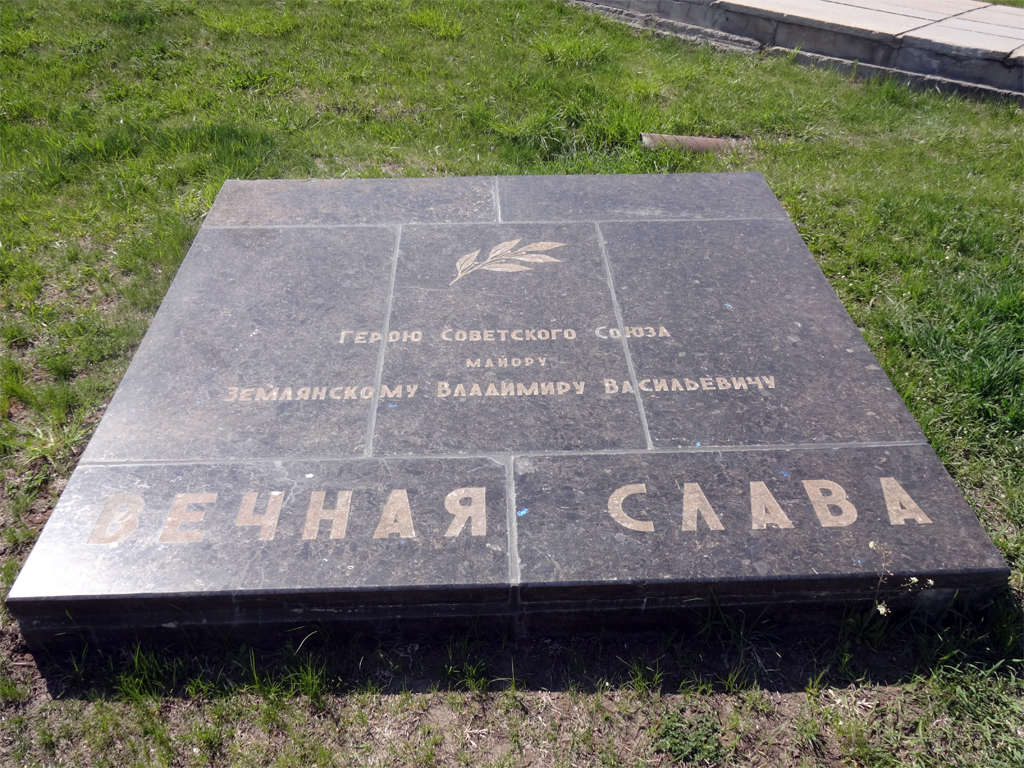
Мемориальная плита В. В. Землянского на Мамаевом кургане в Волгограде.

В честь Землянского названа улица в Волгограде.